# Tetrasarus callistus
Tetrasarus callistus là một loài bọ cánh cứng trong họ Cerambycidae.